# Бона (гора)
Бона (англ. Bona) — горная вершина, расположена неподалёку от границы Аляски и Территории Юкон.
Представляет собой потухший стратовулкан расположенный на юго-востоке Аляски, высшая точка которого составляет 5005 метров над уровнем моря, относительная — 2104 м. Стратовулкан почти полностью покрыт ледяными полями и ледниками. Первое восхождение было осуществлено 2 июля 1930 года тремя альпинистами Карпом Алленом, Эндрю Тейлором, и Териссом Муром.
Данная горная вершина была названа принцем Луиджи Амедео в честь своей гоночной яхты Бона в 1897 году во время восхождения на гору Святого Ильи (5489 м).